# Franz Anton Mesmer
Franz Anton Mesmer (Moos, 23 maggio 1734 – Meersburg, 5 marzo 1815) è stato un medico tedesco.
Laureato in medicina e filosofia a Vienna, svolse la sua attività in Austria, Germania e Francia, a cavallo tra la fine del Settecento e l'inizio dell'Ottocento.
Le teorie di Mesmer diedero vita al mesmerismo e ad un importante movimento suo coevo. Tuttavia, se da un lato furono sempre smentite dalla comunità scientifica, perché ritenute prive di ogni fondamento e del tutto inefficaci sul piano terapeutico, dall'altro alcuni scienziati – come, ad esempio, il chimico Jean Baptiste van Helmont ed il medico tedesco Christoph Wilhelm Hufeland – ne ebbero infine un'opinione favorevole.
È considerato il precursore dell'ipnosi.

## Biografia

### La giovinezza e i primi studi (1734-1764)
Franz Anton Mesmer nacque nei pressi del lago di Costanza, il mare "svevo" (come amava definirlo), in Germania. Suo padre, Jakob, era il capocaccia di Ronald Golon, principe arcivescovo di Costanza.
A soli dodici anni indossò la divisa azzurra e oro di monsignor Golon in qualità di valletto a cavallo addetto ai cani. Per le sue doti nell'individuare la pista da seguire e per la sua intelligenza, l'arcivescovo lo nominò suo “scudiero di camera” e si impegnò a farlo istruire. Lo affidò al maestro di cappella Johann Ziegler che gli insegnò a suonare il flauto dolce, il violoncello e l'organo, ed il giovane dimostrò di apprendere tanto facilmente che in poco tempo ebbe l'onore di suonare, nei giorni di festa, il vecchio organo della chiesa di San Giorgio di Oberzell. Oltre il grande fiuto di cacciatore e l'abilità di musicista fu scoperta un'altra dote del giovane Franz, quella di rabdomante.
All'età di quattordici anni l'arcivescovo Golon lo mandò presso il seminario gesuita di Dettingen per essere meglio educato ed istruito. Sua Eccellenza avrebbe voluto che il ragazzo prendesse i voti ma questi si rifiutò: aveva fede e rispettava i servi di Dio però provava grande curiosità per il mondo e per questo non volle diventare sacerdote.
Uscì dal seminario con il titolo di dottore in filosofia, fisica e matematica, così l'arcivescovo lo inviò all'università di Ingolstadt per studiare teologia dove conseguì il titolo di “Emeritus studiosus”. Golon, allora, decise di iscriverlo all'università di Vienna dove si laureò in diritto. Nella capitale Franz provava interesse per tutto e cercò di ampliare la cerchia dei suoi conoscenti tra cui Konrad Heinlein che gli permise di essere iniziato agli alti gradi della massoneria.

### La scoperta del magnetismo (1765-1768)

#### La tesi di laurea in medicina
Proseguì i suoi studi iscrivendosi alla facoltà di medicina e conseguendo il dottorato il 27 maggio 1766 con una tesi sull'influenza dei pianeti Dissertatio phisico-medica de planetarum influxu. Non fu però soddisfatto della sua discussione: nonostante il professore, barone Anton von Störck, gli avesse consegnato solennemente il diploma di dottore in medicina, Mesmer pensò che l'avesse fatto solo perché possedeva già altri titoli, ma che la sua dissertazione non era stata magistrale ed istruttiva bensì oscura e poco fondata.
L'idea esposta nella sua tesi di laurea gli era venuta la notte di Natale del 1765 quando, sebbene fosse stanco e appesantito dall'alcol, non poté rifiutare l'aiuto ad un suo professore che doveva praticare un salasso ad un malato che, dopo un ictus, non aveva ripreso conoscenza e respirava faticosamente. Mentre Franz teneva la catinella sotto il braccio del paziente, il sangue sgorgava violentemente, così il professore gli chiese di prenderne un'altra; appena si allontanò il flusso sanguigno si indebolì ma, riavvicinandosi, il getto riprese forza, e questo si verificò più volte. Quando poi Mesmer mise a contatto il suo corpo con quello del malato, questi scosse la testa e cominciò a pronunciare qualche parola.

In seguito altre persone riferirono strane sensazioni provate alla sua vicinanza, così egli manifestò nella sua tesi l'intenzione di dimostrare che i corpi celesti agiscono sulla nostra terra e sui corpi che in essa si trovano: 
(Franz Anton Mesmer)
Queste supposte influenze che, penetrano il corpo e lo armonizzano oppure, quando sono contrastate, si concretizzano in varie malattie, Mesmer le chiamò “gravità animale”.

#### L'incontro con la baronessa Maria Anna von Bosch
L'amico Rudolf Stupfel lo invitò presso la sua residenza di Neulingenstrasse, per permettergli di illustrare la tesi di laurea agli adepti del "Circolo dei Cavalieri e Fratelli iniziati d'Asia", di cui anche Franz Anton faceva parte, e a numerosi altri illustri ospiti. L'esposizione fu brillante e per ringraziare l'amico Rudolf, Mesmer si mise al clavicembalo dimostrando di essere un musicista di talento. Fu, per questo, avvicinato dalla baronessa Maria Anna von Bosch, vedova del consigliere alle finanze. Da quel momento Mesmer venne spesso invitato nella sontuosa residenza in Landstraße, dove la baronessa riuniva ospiti illustri e lo presentava come un protetto, investito di privilegi.
La bellezza di Maria Anna, nonostante avesse dieci anni più di lui, non lo lasciò indifferente: suonava per lei, disquisiva di filosofia, astronomia, fisica, medicina, e decise di sposarla, nonostante ella avesse un figlio di primo letto, Franz de Paula von Bosch. La decisione gli costò l'amicizia con Johann Ziegler, profondamente contrario a questo matrimonio.
La baronessa consentiva a Mesmer di vivere nel lusso, situazione che contrastava con l'austerità cui l'arcivescovo di Costanza lo aveva educato, di essere apprezzato quale dottissimo medico, uomo di profonda cultura ed interprete di musica ricco di talento. Tutto ciò appagava il suo smisurato ego e lo introduceva in ambienti esclusivi e raffinati.

#### L'amicizia con Wolfgang Amadeus Mozart
Durante una festa in casa del principe Dimitri Alekseevic Galitzin, poté conoscere Leopold Mozart e suo figlio, Wolfgang Amadeus Mozart, il quale, nonostante la giovane età, aveva composto una sinfonia che fece ascoltare proprio in quell'occasione. Nacque un'amicizia con la famiglia del compositore, tanto che una sera Wolfgang chiese al dottore se poteva sanargli un fastidioso dolore al collo. Mesmer posò le sue mani sulle spalle del giovane che avvertì un “dolce calore” che alleviò immediatamente i sintomi, e il ragazzo gridò al miracolo. Il dottore fu inviato a trascorrere una serata in casa Mozart per festeggiare insieme la fine della composizione dell'opera Bastien und Bastienne, che Wolfgang presentò il 1º ottobre del 1768 proprio nella residenza di Franz Anton in Landstraße alla presenza di numerosi quanto illustri ospiti. Fu, così, inaugurata la fama di Mesmer quale mecenate illuminato.
Quando Mozart compose Così fan tutte (1790), nel finale del primo atto, in una scena molto comica, fece riferimento al mesmerismo: Despina, travestita da medico, tocca con una calamita, definita "pietra mesmerica", la testa di due finti infermi. Franz Anton, però, non si irritò con lui, perché conosceva bene il carattere scherzoso del suo amico.
Come Mozart, Mesmer fu massone, membro della stessa loggia viennese, "Zur Wohltätigkeit" ("Alla beneficenza"). In seguito fu, in Francia, membro della loggia dei "Philadelphes" di Narbona e frequentò quella degli "Amis Réunis" di Parigi.

#### Le controversie con Maximillian Hell

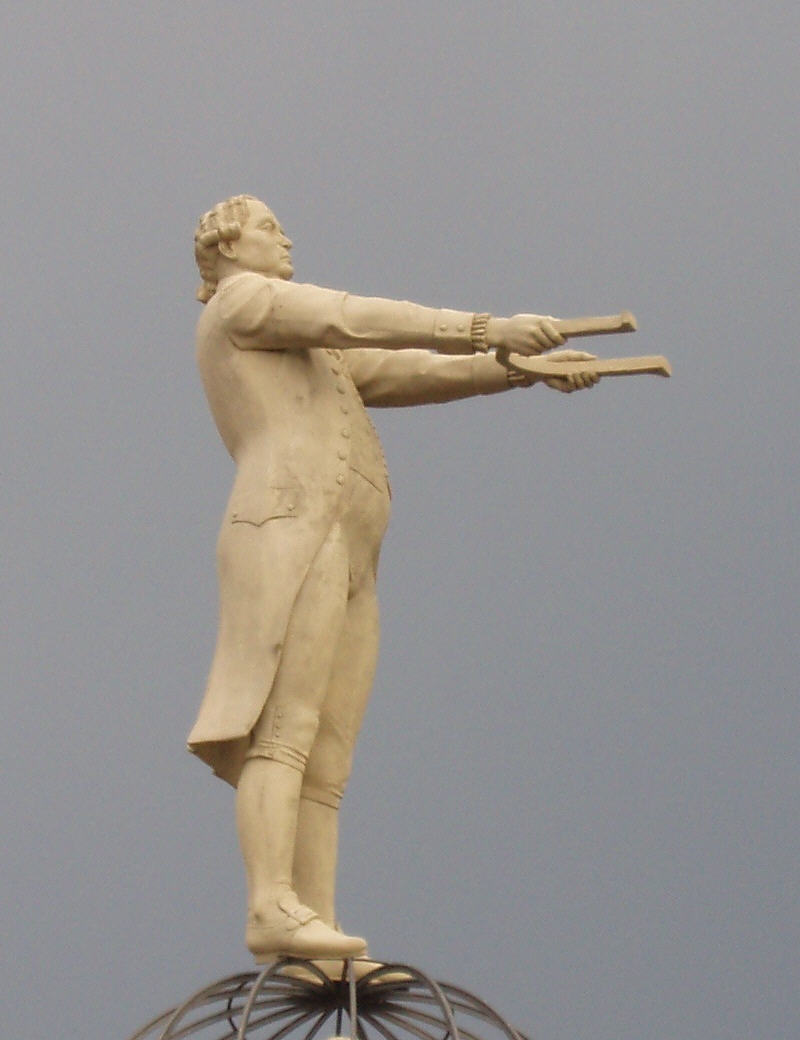
Franz Anton Mesmer con il magnete a forma di ferro di cavallo.

In occasione della presentazione dell'opera Bastien und Bastienne di Mozart, conobbe Maximilian Hell, padre gesuita, uno dei molti ecclesiastici invitati, appena nominato direttore dell'osservatorio di Vienna. Era un astronomo, astrologo, alchimista e matematico che nutriva una particolare curiosità verso la medicina. Padre Hell non ascoltò l'esibizione di Mozart ma passeggiò nei viali del parco ispezionandoli scrupolosamente, poi chiese a Mesmer il permesso di occupare la terrazza del belvedere per le sue osservazioni astronomiche. Il gesuita rifiutava molte delle teorie di Mesmer e insisteva sul paragone tra il magnetismo della calamita e l'influenza della gravitazione, concetto appena accennato nella tesi di Franz. Il minerale rappresentava per padre Hell il punto di congiunzione fra l'astronomia, l'astrologia ed il potere misterioso dell'alchimia e della medicina.
Quando padre Hell fu contattato da un lord inglese che gli chiese un magnete per placare i crampi allo stomaco della moglie, che veniva curata in Inghilterra proprio con l'applicazione di un ferro magnetizzato sull'epigastrio, volle interpellare Mesmer affinché gli desse consigli sulla forma da dare al magnete, relativamente all'organo colpito dalla malattia, e per avere un resoconto medico dei risultati. In realtà dopo una settimana di terapia mesmeriana la donna guarì dai sintomi e padre Hell esultò, anche se il dottore dimostrò cautela, dissonante rispetto al suo carattere entusiasta.
Padre Hell aveva accolto nella fonderia del suo laboratorio padre Marino Salva Vargas, fabbro e costruttore di armi del convento di Quinto presso Toledo che si era trasferito a Vienna dopo la soppressione della Compagnia di Gesù di Spagna nel 1767. Questi realizzava i magneti per Mesmer, il quale lo incaricò di fabbricargli placchette in oro e in argento a forma di ferro di cavallo, più piccole ma di notevole forza "magnetica".

### Il magnetismo animale (1769-1778)

#### Il fluido universale
Decise, quindi, di provare il magnete su altri malati da lui scelti. Un giorno, non avendo a disposizione i magneti che solitamente applicava su una giovane fanciulla gravemente malata di nome Franziska Oesterling, per la quale Franz de Paula von Bosch nutriva dei sentimenti, affermò che il potere delle sue mani era paragonabile a quello del magnete. Concluse che, non essendo egli un magnete, il suo magnetismo era provocato dal "fluido universale" di cui aveva parlato nella sua tesi e che aveva chiamato inizialmente “gravitazione animale” ed ora più precisamente definiva magnetismo animale.
Il fluido che diceva di possedere non gli proveniva dalla manipolazione dei magneti ma era suo potere personale, che il suo valletto Anton che manipolava i magneti quanto lui non possedeva in quanto i malati non provavano sollievo dalla sua vicinanza. Tali oggetti rafforzavano il magnetismo che sentiva in se stesso. Giunse, quindi, ad una conclusione: le malattie erano provocate da una distribuzione caotica, discordante del fluido universale nel corpo.
Curare significava ristabilire il flusso, “riarmonizzarlo” ed il magnetismo ripristinava questo equilibrio attraverso una crisi violenta e convulsiva senza la quale non ci sarebbe stata alcuna guarigione. Franziska, dopo le cure di Mesmer, guarirà, sposerà Franz de Paula e gli darà tre figli.

#### La casa di cura in Landstrasse

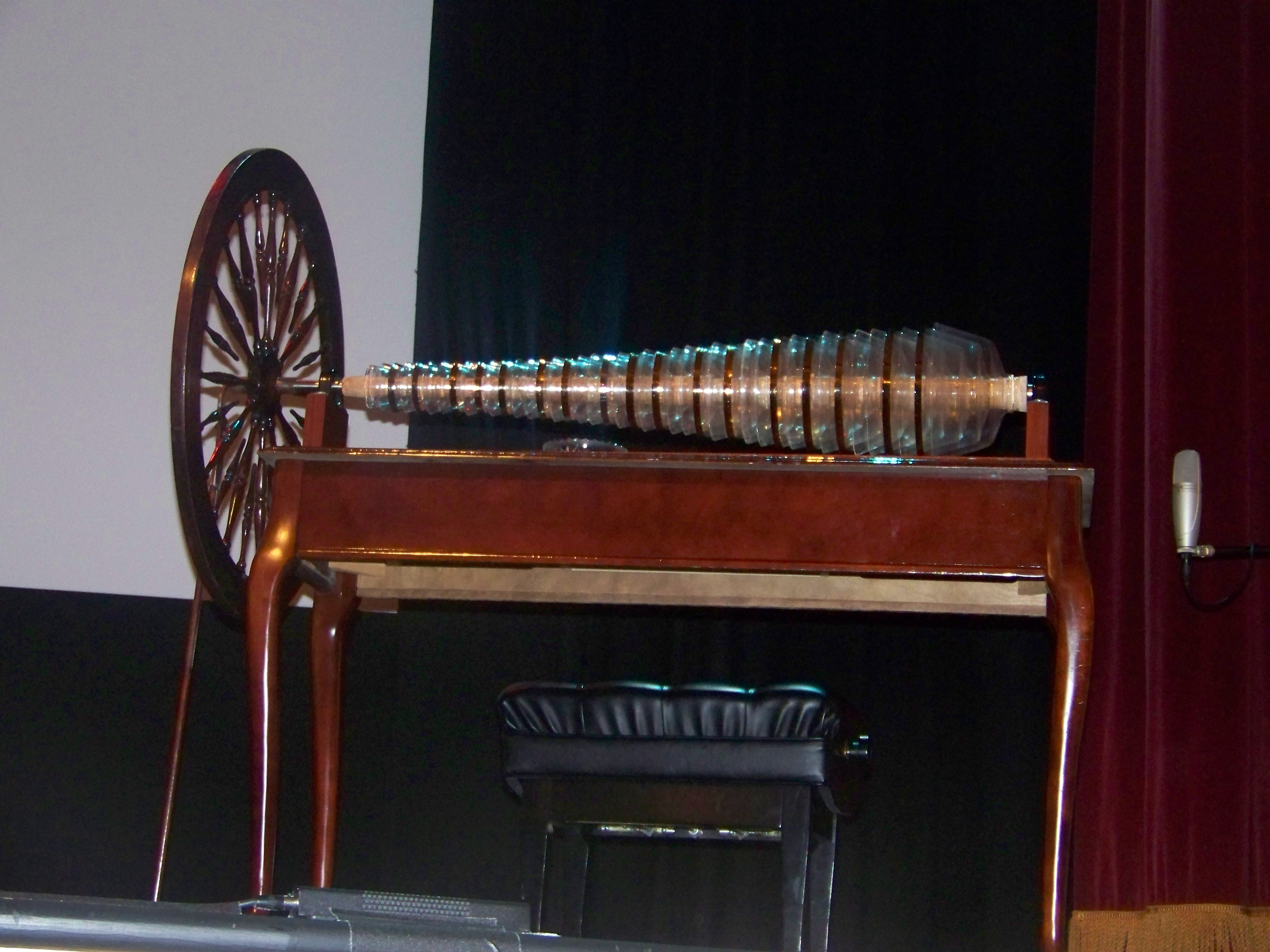
La glassarmonica, strumento suonato da Mesmer per guarire i malati.

In considerazione dei successi ottenuti, la moglie lo invitò a sperimentare le sue terapie non soltanto prestando servizio presso l'ospedale spagnolo della città, ma esercitando più regolarmente la sua professione. L'invito era motivato anche dalle impoverite risorse economiche della baronessa: feste e ricevimenti avevano depauperato il patrimonio e Mesmer accettò per non rinunciare all'agiatezza, spinto anche da venalità. Trasformò la sua residenza in una casa di cura e la sua fama si diffuse ben presto: guariva paralisi, insonnia, gastralgie, febbri, tremori, convulsioni, e, per conservare il suo fluido, si fece cucire una camicia di cuoio foderata di seta, e portava sempre un magnete appeso al collo.
Nelle sue ventisette proposizioni sulla teoria del magnetismo animale, Mesmer affermava di aver osservato, attraverso i suoi numerosi esperimenti, che questo fluido poteva essere, allo stesso modo della luce, aumentato e riflesso mediante degli specchi, nonché propagato, comunicato ed incrementato mediante il suono. Egli, quindi, per rendere più efficaci le sue terapie, suonava spesso l'armonica a bicchieri (nota anche come glassarmonica) in mezzo ai malati. Pensava che per curare i suoi pazienti, doveva ristabilire l'armonia del fluido nel corpo, e a questa armonizzazione contribuiva proprio la musica che rappresentava per Mesmer, melomane, una delle migliori forme di rilassamento. Così, in breve tempo, la sua residenza in Landstrasse diventò meta di pellegrinaggio.

#### La tinozza magnetica
Mesmer fece alcuni viaggi nella sua "Svevia natale", a Berna, a Zurigo, a Monaco dove raccolse successi nei vari ospedali e in sua assenza i malati venivano curati alla Landstrasse sotto la direzione del suo valletto Anton, ma non ottenevano gli stessi risultati di quando le cure erano dispensate dall'inventore del metodo. Così Franz Anton capì che doveva, per continuare a trattare i numerosi pazienti, costruire una riserva di energia magnetica.
Per ciò, aveva bisogno dell'aiuto di padre Marino, che però non viveva più a Vienna; dopo alcune ricerche apprese che lavorava presso una fabbrica di tini, lo raggiunse e lo convinse a ripartire con lui. Spiegò al gesuita che voleva difendere, rafforzare e conservare il suo magnetismo per curare i malati anche senza essere presente. Padre Marino si mise al lavoro in laboratorio e progettò una tinozza dal diametro di "dieci piedi e alta diciotto pollici", perfettamente ermetica e con un coperchio mobile chiuso con delle viti. La tinozza fu foderata con vetro mescolato a siderite, limatura di ferro e sabbia; vi furono disposte venti bottiglie piene di acqua magnetizzata prelevate dalla vasca di Landstrasse e collegate tra loro. Sul coperchio furono praticati nove fori nei quali furono inserite altrettante cannucce di ferro e corde. Mesmer riempì la tinozza di acqua magnetizzata e, per comunicare il suo magnetismo, rimase a lungo con le mani strette intorno alle cannucce. Il progetto fu sperimentato con nove malati che presero posto di fronte alle cannucce metalliche e ne applicarono le estremità alle parti malate dei loro corpi. Il fluido magnetico della tinozza dava i suoi effetti e la fama di Mesmer si accrebbe sempre più.

#### La guarigione del giovane Elias Wiksel
Il ricchissimo barone slovacco von Horka, che da tre anni soffriva di crisi di soffocamento con spasmi della faringe, venuto a conoscenza dei poteri di Mesmer, lo chiamò al suo castello, dove giunsero anche tutti i malati della regione per farsi curare. In particolare il dottor Mesmer si preoccupò di un giovane ragazzo ebreo di nome Elias affetto da paralisi sul quale mise in pratica il sonnambulismo indotto per ipnosi.
Seguirono sedute di ipnosi collettiva durante le quali Franz Anton scoprì che un malato, nel corso del sonnambulismo provocato, riceveva l'impressione di una volontà diversa dalla sua. Elias venne quindi profondamente addormentato, indotto a camminare, risvegliato e così via fino a quando venne risvegliato mentre camminava; fu così guarito, e guarito si definì anche il barone per la sola presenza di Mesmer che ringraziò con una cospicua somma di denaro facendosi, però, promettere che sarebbe tornato se i sintomi si fossero ripresentati.
Mesmer tenne nascoste per tutta la vita le possibilità terapeutiche del sonnambulismo indotto, attraverso la cui pratica risaliva il più lontano possibile nell'infanzia del paziente per estrarre dalla memoria i particolari di un sintomo, ponendo domande sulla malattia e, pur servendosi di queste pratiche, non volle mai spiegarle.

#### Il caso di Maria Teresa Paradies
Grazie alle sue capacità, che non volle mai considerare soprannaturali, riuscì a curare l'improvvisa cecità del più famoso pasticciere di Vienna, Eugen Kolschitzky, che gli aumentò la fama ma, soprattutto, ampliò la gamma delle patologie da lui curate con il magnetismo animale, tanto che venne consultato per sanare una giovane musicista viennese, cieca dall'età di tre anni, Maria Teresa Paradies, figlioccia dell'imperatrice Maria Teresa. Il caso si presentò subito molto complesso: la ragazza rimase nella clinica di Landstraße dal 17 gennaio al 7 giugno del 1777 e, con non poche difficoltà, riuscì a vedere qualche luce, ma la dimissione dalla clinica fu ben presto seguita da una ricaduta.
L'impossibilità di ottenere un riconoscimento ufficiale delle sue teorie da parte della comunità medica viennese, questo fallimento, unitamente al coinvolgimento in uno scandalo provocato da una delle più celebri pianiste d'Europa, Jenomè la Magnifica, famosa anche per i suoi eccessi e giunta nella capitale per esibirsi, lo costrinsero ad allontanarsi da Vienna per recarsi in Francia nel febbraio del 1778.

### Il trasferimento a Parigi (1778-1781)

#### Il grande successo
Partì da Vienna e attraversò l'Alsazia, fermandosi a Strasburgo dove conobbe la baronessa d'Oberkirch che lo aiutò a preparare il suo arrivo a Parigi: fece pubblicare sul Journal de Paris alcuni annunci che informavano dell'arrivo dell'“inventore del magnetismo animale”. Certamente il compito della baronessa non fu difficile se consideriamo che la Francia dell'epoca era affascinata dall'alchimia e dai misteri della superstizione quanto dai progressi della medicina.
Mesmer, però, non cercava solo il successo e i favolosi guadagni, desiderava più di ogni altra cosa l'approvazione della sua scoperta da parte della comunità scientifica. Avrebbe voluto il giudizio positivo anche di un solo accademico, proprio ciò che nella sua Vienna non gli era stato concesso. In realtà l'azione del fluido magnetizzante, le crisi scatenate e il sonnambulismo provocato non erano scientificamente comprensibili, si trattava di una “verità cui si doveva credere anche se non si poteva comprenderla”: le sue definizioni risultavano incomprensibili e non riuscirono a scalfire da diffidenza degli accademici francesi, per cui si scontrò con il razionalismo dell'epoca e fu considerato un mistificatore ed un ciarlatano. Infatti, i membri dell'Accademia francese delle scienze quanto della Società Reale di Medicina di Parigi ebbero atteggiamenti reticenti, opponendo un rifiuto alle richieste di certificazione avanzate da Mesmer, e ciò lo irritò molto.
Dopo essersi trasferito ai primi di maggio da Parigi a Créteil per ritrovare un po' di pace e proseguire le sue terapie con il magnetismo animale, fu costretto a rientrare nella capitale francese per le continue e pressanti richieste dei malati che non riuscivano a raggiungere facilmente la cittadina di campagna. Si stabilì, quindi, presso l'hotel de Bullion, occupandolo interamente con i suoi pazienti che passavano dalla stanza delle tinozze a quella del trattamento individuale con ipnotizzazione ed ancora a quella dove venivano condotti durante le crisi, sempre accompagnati dal suono di orchestrine.

Le richieste aumentavano di giorno in giorno e Mesmer pensò di trovare un succedaneo che potesse sostituire le tinozze. Scelse di magnetizzare un castagno attaccandovi delle corde e sul Journal de Paris si lesse: 
(Journal de Paris)
Georges Ivanovič Gurdjieff credeva che la scoperta di Mesmer fosse di notevole importanza e che gli scienziati dell'epoca non furono all'altezza di capirne tutta la sua portata.

#### Le prime "memorie"
Il 30 marzo del 1779 fece stampare un volume di annotazioni, dettate al suo segretario Bachelier d'Agés, dal titolo Mémoire sur la découverte du magnétisme animal (Memoria sulla scoperta del magnetismo animale). La memoria, di ottacinque pagine, ripercorreva le tappe della sua scoperta, le controversie con padre Hell, la descrizione dei casi ed in particolare quello della giovane Paradies, il trasferimento a Parigi e le guarigioni dei malati. Il pubblico si divise tra coloro che acquistarono il libro affascinati dalle descrizioni dei malati curati e coloro che furono scettici, in particolare i dotti. In realtà la pubblicazione delle Memorie fece proliferare una serie d'imbroglioni e truffatori che si vantavano di operare anch'essi guarigioni prodigiose.
Il volume, a causa del “cattivo” francese di Mesmer, si prestò ad interpretazioni poco chiare, così il suo discepolo Deslon volle raccogliere in un fascicolo intitolato Observation sur le magnétisme animal (Osservazioni sul magnetismo animale), pubblicato a Londra nel 1780, articoli sul metodo terapeutico di Mesmer e sulle constatazioni che aveva potuto fare personalmente. Il dottore stesso apprezzò lo sforzo e riconobbe la bravura del suo allievo, ma la Facoltà di Medicina continuava a respingere le sue richieste. Anzi, Deslon fu radiato temporaneamente dall'elenco dei medici della Facoltà per avere sostenuto le teorie di Mesmer.

### Gli anni alla ricerca del riconoscimento scientifico del suo metodo (1781-1786)

#### Il rapporto con la regina Maria Antonietta
Molto deluso decise allora di lasciare Parigi il 15 aprile 1781. La notizia si diffuse rapidamente gettando nel panico i suoi numerosissimi pazienti: duchi, principi ma anche tutti gli indigenti che curava gratuitamente. Per convincerlo a desistere, fu richiesto l'intervento della regina Maria Antonietta che, però, non poté farlo direttamente a causa del lutto per la morte della madre, l'imperatrice Maria Teresa, deceduta alcuni mesi prima: l'etichetta le vietava qualsiasi incontro. La rappresentanza della regina fu affidata al capo del Consiglio del re, il ministro di stato Maurepas, il quale riferì che il re era disposto a concedergli, come previsto nell'accordo preventivo, privilegi sociali e finanziari, ma gli imponeva il controllo di tre medici che avrebbero dovuto attestare l'utilità della sua scoperta.
Mesmer rifiutò in blocco tutte le proposte e scrisse una lettera alla regina: nelle sue intenzioni doveva essere un ringraziamento, invece, a causa del tono usato, fu accolta come un'ingiuria. Nella stessa lettera, le promise che non sarebbe partito da Parigi prima del 18 settembre 1781 e che, fino ad allora, avrebbe assicurato le sue cure ai malati. La regina non rispose.

#### Spa e la "Società dell'Armonia"

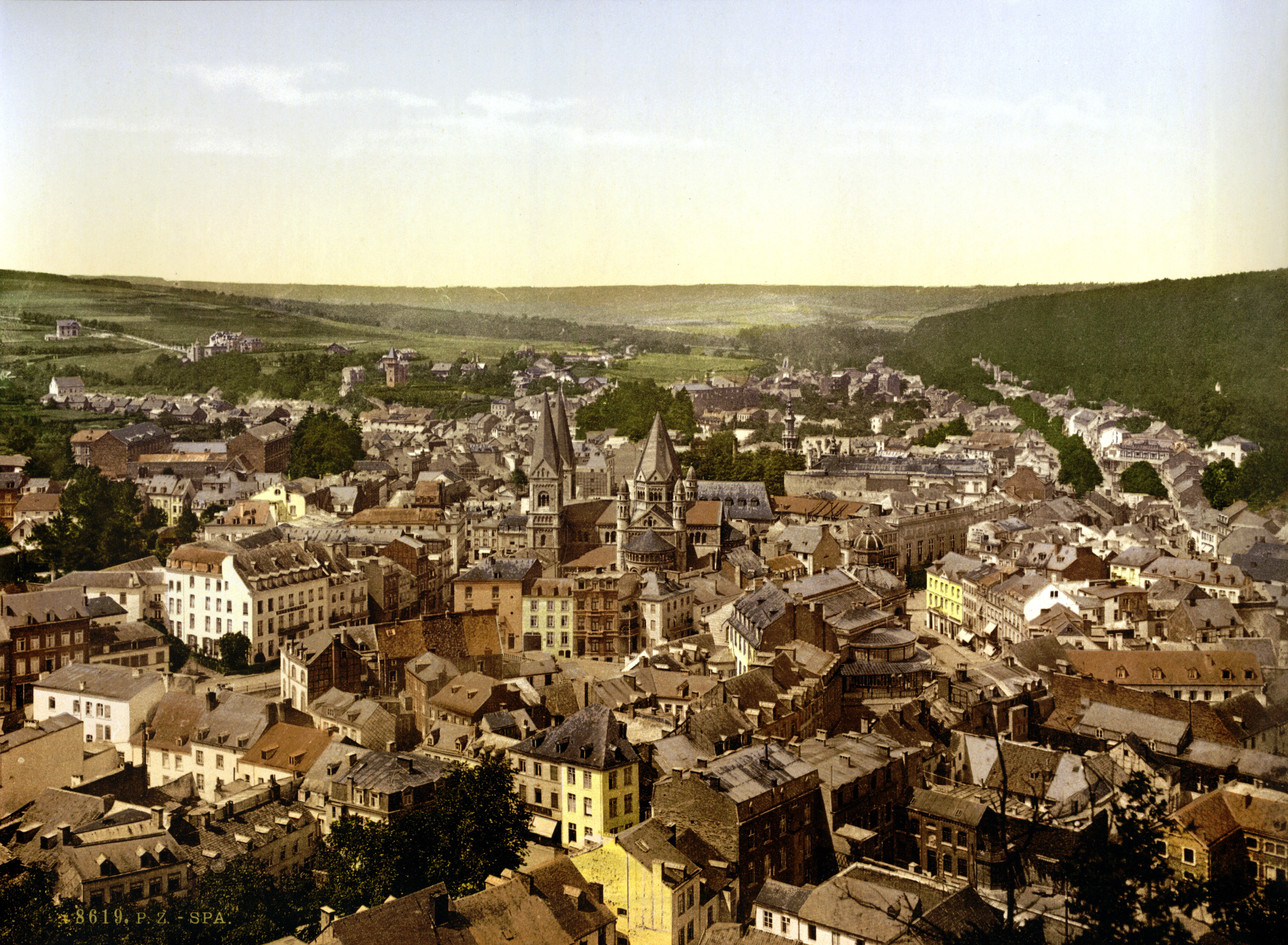
Spa, Belgio

Si allontanò da Parigi e scelse la località di Spa, molto di moda all'epoca per le fonti termali che erano già molto apprezzate nell'epoca romana, soprattutto per sentirsi più vicino alla natura, nella solitudine più assoluta. Qui incontrò Madame de Fleury, una marchesa che gli propose di costruire una clinica a Spa. Il progetto andò in porto con l'aiuto del banchiere Kornmann e del giovane e ricco avvocato Bergasse; i clienti affluirono molto numerosi. I due uomini desideravano essere istruiti da Mesmer e così ebbe origine l'idea di fondare una scuola di magnetismo. Si chiamò la Società dell'Armonia Universale perché, secondo le teorie del suo ideatore, curare significava «ristabilire l'armonia del fluido universale nel corpo del malato».
Il 10 marzo 1783 furono depositati presso il notaio gli statuti ed i contratti che gli azionisti avrebbero dovuto sottoscrivere. La sede fu l'hotel de Coigny sulla cui facciata splendeva il simbolo della società: un altare ardente sotto un cielo stellato con la luna piena, e la scritta “Omnia in pondere et mensura” ("Tutto nell'ordine e nella ponderazione"). I soci erano tutti personaggi di rilievo e tra essi ci fu anche Gilbert du Motier de La Fayette, grande sostenitore del metodo mesmeriano; essi venivano istruiti in apposite sale riservate presso l'hotel de Coigny, dove avvenivano le guarigioni sotto le mani del maestro ma, nel contempo, non mancavano aspre critiche e le defezioni clamorose.

#### Le commissioni reali e il rapporto segreto
All'inizio dell'anno 1784 sul Journal de Paris fu annunciato l'arrivo nella capitale della famosa concertista viennese, Maria Teresa Paradies. Il caso della Paradies era noto a tutti, sostenitori ed oppositori di Mesmer, i quali al concerto si resero ben conto che la giovane camminava accompagnata da una guida e che vedeva con estrema difficoltà. Mesmer si rifiutò di rispondere alle domande e si sottrasse ad ogni commento. Intanto i rapporti con Deslon si erano irrigiditi poiché il suo allievo praticava, nella capitale francese, sedute di magnetismo individuale senza il consenso di Mesmer e per di più alla metà del prezzo chiesto dal maestro. Inoltre il suo ex allievo, desideroso di essere riconfermato medico-reggente presso la Facoltà, richiese la formazione di una commissione ufficiale per riesaminare il magnetismo animale. Nel mese di marzo del 1784 furono nominate dal re due commissioni composte dai maggiori medici e scienziati dell'epoca, tra cui Benjamin Franklin (allora ambasciatore a Parigi), l'astronomo Bailly, e il chimico Lavoisier. Mesmer ebbe una vera esplosione di violenza quando seppe che gli esperimenti si sarebbero tenuti nella casa di cura di Deslon, poiché non era lui l'inventore del metodo.

I commissari dimostrarono buona volontà e si fecero addirittura magnetizzare, ma non provarono nulla. Fecero anche un esperimento: fecero abbracciare un albero ad un malato dicendogli che era magnetizzato, così assistettero ad una crisi convulsiva dell'uomo. Ne conclusero (a quel tempo) che: 
Secondo la commissione, il magnetismo applicato da Mesmer non era altro che un fenomeno di suggestione, oggi accomunabile all'effetto placebo, ossia alla sensazione di sollievo che provano i pazienti quando gli viene fatto credere che una medicina stia agendo sul loro organismo. In un rapporto segreto inviato al re sotto forma di lettera, i commissari denunciavano il pericolo rappresentato dal metodo in rapporto ai “buoni costumi”. In realtà si sottoponevano alle cure, lunghe e costose, essenzialmente donne, non veramente malate, che venivano magnetizzate da uomini. Ciò avrebbe potuto creare un “disordine dei sensi” ed il medico ne avrebbe potuto approfittare, come onestamente ammise lo stesso Deslon interrogato al riguardo.
Il rapporto della commissione fu quindi del tutto opposto alla dottrina di Mesmer; ma uno dei commissari, il botanico francese Antoine-Laurent de Jussieu, si rifiutò di sottoscriverlo, perché secondo lui non era in esso l'espressione della verità, e fece un rapporto personale nel quale diede relazione dei fatti secondo lui omessi o svisati nel primo rapporto.
Furono stampati ventimila esemplari della relazione e diffusi tra la gente, ma neanche questo attacco riuscì a fermare il flusso di malati desiderosi di sottoporsi alle cure di Mesmer e di allievi che continuavano ad applicare il suo metodo. La commissione anticipò la maggior parte dei metodi e delle tecniche ancora usati nelle indagini su presunti fenomeni paranormali e sulle medicine alternative.
Tuttavia, l'esame condotto nel 1784 non convinse tutti, e così nel 1825, l'accademia di medicina, sotto espressa richiesta del medico M. P. Foissac, nominò un'altra commissione. Dopo cinque lunghi anni d'indagini ed esperimenti, la nuova commissione pubblicò, nel 1833, un rapporto positivo sul magnetismo animale.

#### Il sonnambulismo artificiale
Il 24 gennaio del 1785 il marchese Puységur, allievo di Mesmer e membro della Società dell'Armonia, andò a trovarlo insieme ad un contadino di venticinque anni affetto da gravi dolori alla testa. Voleva dimostrargli di averlo curato attraverso una “medicina dolce” cioè provocando trance leggere, senza crisi. Mesmer mostrò tutta la sua perplessità poiché sosteneva che era difficile ottenere gli stessi risultati senza passare attraverso la violenza delle crisi e lo mise in guardia sul pericolo che le pratiche di sonnambulismo potessero far pensare ad un'origine satanica per la capacità dei sonnambuli di «indovinare le cose, le loro malattie e persino quelle degli altri», come sosteneva lo stesso marchese.

#### La "pausa" inglese
Nel febbraio del 1785, in occasione del carnevale, i cortei presentarono i due grandi temi d'attualità: le mongolfiere ed il magnetismo animale. Mesmer reagì molto male: il suo carattere tedesco e il suo temperamento non sopportarono quegli scherzi e così decise di allontanarsi partendo per l'Inghilterra. Circa un anno dopo, nella primavera del 1786, preferì ripartire per tornare in Francia e lottare contro le accuse che gli si portavano.

### Il periodo della Francia rivoluzionaria (1786-1793)

#### Dom Pernety e l'alchimia
Nel 1767 Mesmer aveva conosciuto Dom Pernety: era andato a consegnare la tesi di laurea presso la biblioteca di Federico II di Prussia a Berlino dove lavorava l'ex benedettino, che si era dimostrato molto interessato alle sue ipotesi. Il monaco era un alchimista, grande viaggiatore e mente eccelsa che aveva affascinato Franz Anton Mesmer. Diciassette anni dopo, Dom Pernety era giunto a Parigi e, attratto dalla sua fama, gli aveva chiesto un appuntamento perché aveva bisogno di un prestito per costruire vicino ad Avignone laboratori alchemici, su una collina ribattezzata monte Tabor. Mesmer gli concesse il prestito, facendosi firmare una ricevuta, ma in cambio gli chiese di svelargli il suo sapere. Mesmer sperava di ottenere, attraverso l'alchimia, più forza nei suoi muscoli e più lucidità per la sua mente.
Nell'estate del 1786, Mesmer apprese la notizia della malattia del suo amico-allievo Deslon, al quale, nonostante tutto, era rimasto molto legato. Deslon morì l'8 agosto e Franz Anton, dopo le esequie, partì con il suo fedele valletto Anton, per la regione di Avignone, alla ricerca di Dom Pernety per realizzare il suo sogno di aggiungere vita ai suoi anni. L'ex monaco gli disse che avrebbe voluto far di lui un vero alchimista, un adepto e non un “soffiatore”, un falso alchimista, che cerca solo di impossessarsi dei segreti. Mesmer capì che la scienza alchimistica veniva comunicata agli adepti con parsimonia e che non era facile entrare in possesso del gran segreto. Da quel momento assunse un atteggiamento riservato e, addirittura, taciturno.
La sua educazione alchemica passò attraverso una serie di enigmi da interpretare, scritti su una pergamena da l'ex benedettino. Per cercare di risolvere il mistero fece molti viaggi in Svizzera, Germania e Austria.
Intanto in Francia i fermenti rivoluzionari cominciarono a farsi sentire: quando il re, Luigi XVI, licenziò il ministro delle finanze Jacques Necker, i parigini si indignarono e nel mese di luglio del 1789 scoppiò la Rivoluzione. Mesmer fu invitato dai suoi amici viennesi a lasciare la capitale francese, ma lui volle partire. Tutte le società vennero soppresse, inclusa quella dell'Armonia, ma la richiesta di terapie intorno alle tinozze continuò anche se più occasionalmente. Il 25 aprile del 1792, la ghigliottina incominciò a funzionare: era iniziato il periodo del Terrore. Ne fu vittima anche la regina Maria Antonietta, il 12 ottobre 1793, al grido «a morte l'Austriaca».
Lo stesso Mesmer, accusato ingiustamente di aver pronunciato discorsi insolenti, fu arrestato il 18 novembre del 1793. Rimase in carcere una sola notte.

### Gli ultimi anni (1794-1815)

#### La preparazione dell'elisir
Il 20 settembre del 1794 arrivò a Sciaffusa e, dopo aver eseguito in laboratorio le procedure per ottenere l'elisir, le mani non gli tremavano più, le rughe erano sparite, i capelli erano tornati neri e la forza non gli mancava di certo. Così ogni anno tornava a Sciaffusa in autunno per prepararlo.
Nel 1799 Mesmer pubblicò l'ultima memoria dal titolo Mémoire de Franz Anton Mesmer, docteur en mèdecine, sur ses découvertes. Un'opera ben diversa dalle precedenti perché in essa l'autore volle presentare la sua teoria medica come opera scientifica corredata di un'ampia descrizione del sonnambulismo provocato, ritenuto essenziale per la guarigione. Quest'opera fu molto ben accolta sia in Francia che in Germania ed in Svizzera.
Nell'anno 1802 tornò a Sciaffusa, in primavera, e cominciò a lavorare in laboratorio per ottenere la preparazione ma, dopo la prima fase, non accadde niente. Durante la preparazione gli era apparso il volto di una donna. Appena capì che quella donna era Maria Teresa Paradies, partì per Vienna, per procurarsi il nostoc, un'alga che può restare viva all'infinito, seccare e poi riprendere volume in acqua, che rappresentava per lui lo spirito del mondo, l'immagine del “fluido universale” (il termine era stato coniato da Paracelso nel XVI secolo). Durante il viaggio incontrò una zingara, Kamilla Farkas, che gli volle predire il futuro: si dice che seppe così della malattia di cui avrebbe sofferto e la data stessa della sua morte.

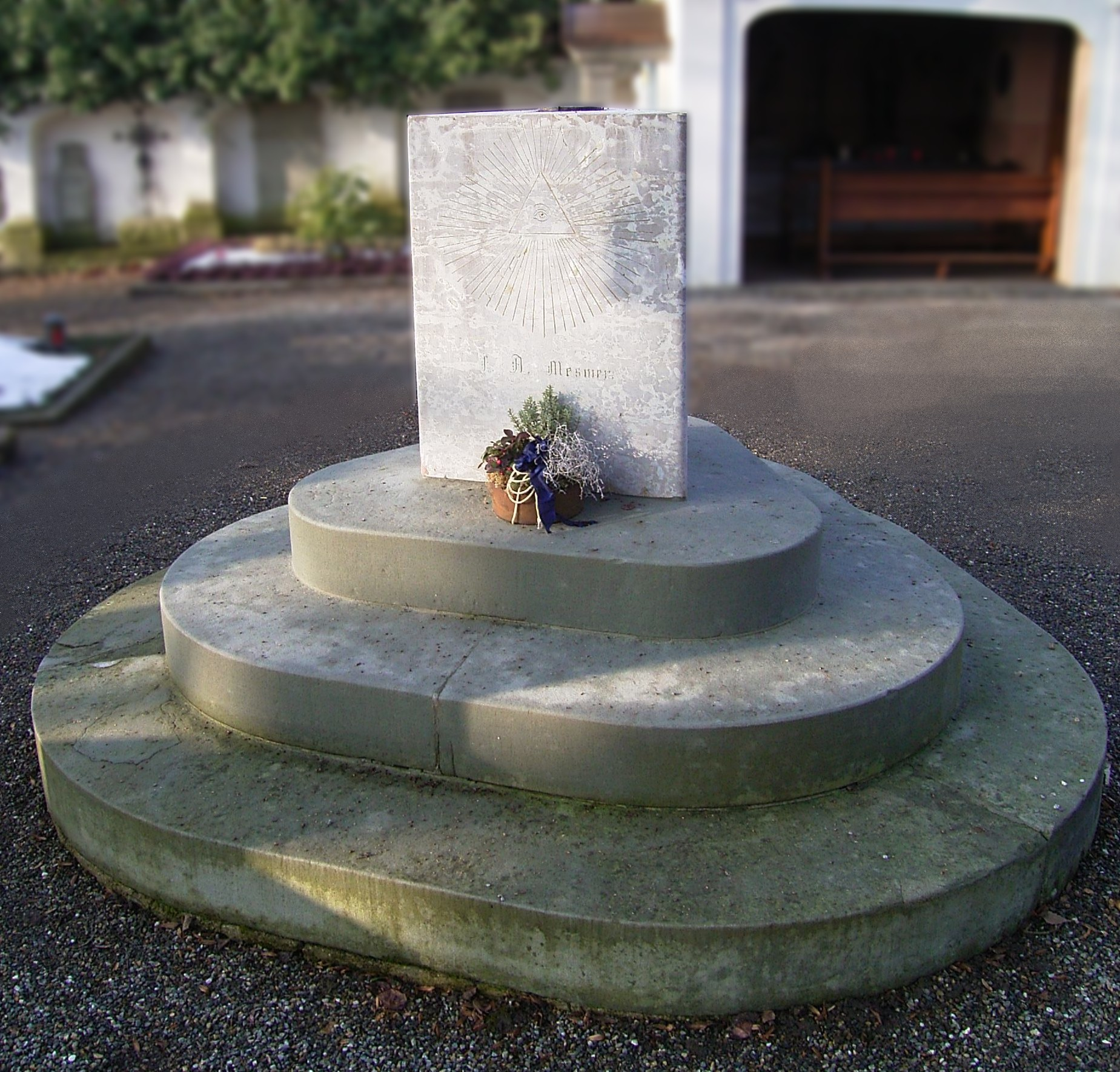
La tomba di Franz Anton Mesmer, situata nel cimitero di Meersburg, composta da tre sezioni di cilindro di pietra sormontate da un prisma triangolare retto.

Giunse a Vienna e vi incontrò il suo vecchio amico Rudolf Stupfel con il quale trascorse un'intera giornata ed il mattino seguente si recò da Maria Teresa Paradies. Ci fu una conversazione di cortesia e poi Mesmer si congedò. Nel giardino della Paradies raccolse il nostoc e fece ritorno a Sciaffusa dove preparò la materia, poi disseminò l'alga in fondo al viale presso un muro umido. Si diresse, poi, a Frauenfeld dove il suo fedele compagno di una vita, Anton, era morente. Rimase al suo capezzale, gli somministrò l'elisir cercando di guarirlo, ma senza esito.

#### Il trasferimento a Meersburg e la morte
Lasciò la casa padronale di Frauenfeld e si stabilì definitivamente a Meersburg. Qui leggeva molti libri e riviste dalle quali apprendeva con soddisfazione che il suo magnetismo animale, passato di moda in Francia, prosperava altrove. A Berlino nel 1811, venne istituita una cattedra di magnetismo animale il cui titolare era Wolfart, che invitò ufficialmente Mesmer a tenere una conferenza. Il dottore, però, rifiutò per problemi di salute, ma accettò di ricevere una delegazione presieduta da Wolfart stesso. Tra i due nacque una profonda amicizia e Mesmer gli fece alcune confidenze: si accontentava di aver saputo aprire una nuova strada nella speranza che qualcuno in futuro potesse fare meglio di lui. Gli lasciò anche le sue ultime volontà per le esequie e disegnò la pietra tombale ed i simboli che vi dovevano essere incisi.
Una mattina arrivò la serva che si occupava dei suoi canarini per avvertirlo che erano morti durante la notte: Mesmer impallidì perché la profezia della zingara si stava realizzando. Questa gli aveva predetto la malattia e la morte a ottant'anni quando non avrebbe più potuto udire il canto degli uccelli. I canarini erano stati acquistati proprio il giorno del suo ottantesimo compleanno. Allora si mise a letto, fece chiamare un seminarista e gli fece suonare la glassarmonica giorno e notte. Il 1º marzo ebbe un attacco di apoplessia che gli paralizzò tutto il lato destro, ma il giovane abate continuò a suonare fino alle otto del mattino del 5 marzo 1815, quando Mesmer esalò l'ultimo respiro.

## Le teorie
Mesmer si interessava di scienze naturali, ma anche di alchimia e di esoterismo e, alla luce dell'Illuminismo, cercò di dare un indirizzo razionale alle pratiche esorcistiche e mistiche.
Tentò dapprima di trovare terapie basate sul magnetismo minerale, applicando ferro calamitato sui pazienti. Si convinse dell'esistenza di una forza, o "fluido", che si sprigionava direttamente dall'organismo umano, capace di agire sugli altri organismi.
Propose quindi una terapia, detta mesmerismo, basata su quattro principi fondamentali:
- un sottile fluido fisico, chiamato "magnetismo animale", riempie l'universo e forma un mezzo di connessione tra l'uomo, la terra e i corpi celesti, e tra uomo e uomo;
- la malattia ha origine dalla carenza di tale fluido all'interno del corpo umano;
- con l'aiuto di opportune tecniche, il fluido può essere incanalato, convogliato in altre persone;
- in questo modo si possono provocare "crisi" nel paziente e curare malattie.

Elaborò un metodo di cura, in un primo tempo costituito dalla semplice applicazione di magneti sulle parti del corpo da curare e successivamente sviluppato con molte varianti, tra cui l'imposizione di mani irraggianti "energie benefiche", bagni collettivi in grandi tinozze contenenti "acque magnetizzate" e induzione di stati di coscienza alterati, che egli chiamava "sonnambulismo artificiale", e che possono essere considerati precursori dell'Ipnosi.

## La glassarmonica
Mesmer era appassionato dal suono della cosiddetta glassarmonica, uno strumento musicale costituito da coppe in vetro di diverse dimensioni, come scrive nel 1773 Leopold Mozart, padre di Wolfgang Amadeus, in una lettera indirizzata alla moglie Anna Maria, dopo una serata trascorsa presso la casa del medico. Giunse persino a usarla in trattamenti post-terapeutici volti a rilassare il paziente.
Questa passione di Mesmer costituì un ulteriore argomento di critica alle sue teorie, per le quali veniva accusato di ciarlataneria. I suoi detrattori sostenevano che la musica vibrata prodotta dalla glassarmonica aveva il solo effetto di innervosire e logorare il paziente e che il piombo contenuto nel vetro dello strumento, continuamente sfiorato dalle dita del suonatore, ne provocava la malattia.
Entusiasta di questo strumento, che aveva sentito suonare da Mesmer, fu il generale La Fayette e convinse Benjamin Franklin a costruirne una.

## Opere
(una selezione parziale)
- (LA)  Dissertatio physico-medica de planetarum influxu, Vienna, 1766
- (DE)  Schreiben über die Magnetkur, ohne Ort, 1766
- (DE)  Sendschreiben über die Magnetkur an einen auswärtigen Arzt, Wien 5. Januar 1775 (Sendschreiben an Johann Christoph Unzer in Altona)
- (DE)  Zweites Schreiben an das Publikum, Wien 1775
- (DE)  Drittes Schreiben an die Frankfurter, 1775
- (FR)  Mémoire sur la découverte du magnetisme animal, Didot, Genf und Paris 1779
- (FR)  Charles Deslon, Observations sur le magnétisme animal, Didot, Paris 1780 (Digitalisat)
- (FR)  Lettre à Monsieur Mesmer et autres pièces concernant la maladie de la Demoiselle. Berlancourt de Beauvais, Beauvais, 1781 (Digitalisat)
- (FR)  Précis historique des faits relatifs au magnétisme-animal / Jusques en avril 1781. Par M. Mesmer, Docteur en médecine de la Faculté de Vienne., London, 1781 (Digitalisat auf Französisch; ‚Übersetzung aus dem Deutschen'.)
- (DE)  Abhandlung über die Entdeckung des thierischen Magnetismus, Carlsruhe 1781 (Nachdruck: Tübingen 1985, ISBN 3-88769-507-0; E-Text) – Übersetzung derMémoire sur la découverte
- (FR)  Lettre de M. Mesmer à M. le comte de C… d.d. Paris, 31 août 1784, 1784 (Digitalisat)
- (FR)  Lettre d'un médecin de Paris à un médecin de province, ohne Ort, 1784
- (FR)  Lettres de M. Mesmer à M. Vicq.-d'Azyr et à Messieurs les auteurs du Journal de Paris, Brüssel 1784
- (FR)  Lettres de M. Mesmer à Messieurs les auteurs du Journal de Paris et à M. Franklin, ohne Ort, 1784
- (FR)  Théorie du monde et des êtres organisés suivant les principes de M…., Paris, 1784
- (FR)  Antoine Laurent de Jussieu, Rapport de l'un des commissaires chargés par le Roi de l'examen du magnétisme animal, Paris: Veuve Hérissant, 1784 (Digitalisat)
- (FR)  Charles Deslon, Supplément aux deux rapports de MM. les commissaires de l'Académie & de la Faculté de médecine, & de la Société royale de médecine, A Amsterdam, et se trouve à Paris, chez Gueffier, libraire-imprimeur, au bas de la rue de la Harpe, 1784 (Digitalisat)
- (FR)  Aphorismes, hrsg. v. Louis Caullet de Veaumorel, Paris, 1785 (Digitalisat)
- (FR)  Correspondence de M. M[esmer] sur les nouvelles découvertes du baquet octrogone, de l'homme-baquet et du baquet moral, pouvant servir de suite aux aphorismes, hrsg. v. Alphonse Touissant Joseph André Marie Marseille de Fortia de Piles, François Jourgniac de Saint-Méard und Pierre Marie Louis de Boisgelin de Kerdu, Libourne, Paris 1785 (Digitalisat) – alle Namen von Autor und Herausgebern erscheinen in dem Buch nur abgekürzt
- (FR)  Lettre de l'auteur de la découverte du magnétisme animal à l'auteur des Réflexions préliminaires, ohne Ort, 1785 (Digitalisat)
- (DE)  Lehrsäzze des Herrn Mesmer's. So wie er sie in den geheimen Versammlungen der Harmonia mit getheilt hat, und worinnen man seine Grundsäzze, seine Theorie, und die Mittel findet selbst zu magnetisiren. Hrsg. v. Louis Caullet de Veaumorel. Verlag der akademischen Buchhandlung, Straßburg, 1785
- (FR)  Supplément aux Observations de M. Bergasse, ou Règlemens des sociétés de l'harmonie universelle, ohne Ort 1785 (Digitalisat)
- (DE)  Neue Beiträge zur praktischen Anwendung des Thierischen Magnetismus. In verschiedenen Abhandlungen…; Ein Nachtrag zu den Lehrsätzen des Hrn Mesmers …; Aus Hrn. Caullet de Veaumorel dritter Ausgabe mit möglichster Treue übersetzt, Straßburg, 1786
- (FR)  Introduction au magnétisme animal par M. P. Laurent, suivie des prinxcipaux aphorismes du docteur Mesmer, Lange-Lévy, um 1788 (Digitalisat)
- (FR)  Mémoire de F. A. Mesmer,...sur ses découvertes, 1798 - 1799 (Digitalisat)
- (FR)  Lettres de F. A. Mesmer sur l'origine de la petite vérole et le moyen de la faire cesser, Paris, 1799
- (DE)  Ueber meine Entdeckungen: Aus dem Französischen übersetzt (In Paris herausgenommen im 8n Jahre d. Republik), Stahl, Jena, 1800
- (DE)  Allgemeine Erläuterungen über den Magnetismus und den Somnambulismus. Als vorläufige Einleitung in das Natursystem, Buchhandlung des Hallischen Waisenhauses, Halle [u.a.] 1812
- (DE)  Ueber den Ursprung und die wahre Natur der Pokken, so wie über die Möglichkeit der gänzlichen Ausrottung durch die einzig richtige naturgemässe Verfahrungsart bei der Geburt, Buchhandlung des Waisenhauses, Halle und Berlin, 1812
- (DE)  Mesmerismus oder System der Wechselwirkungen, Theorie und Anwendung des thierischen Magnetismus als die allgemeine Heilkunde zur Erhaltung des Menschen. Mit dem Bildniß des Verfassers und 6 Kupfertafeln, hrsg. von Karl Christian Wolfart, Berlin, Nikolai 1814 (Nachdruck: E. J. Bonset, Amsterdam 1966) (Digitalisat)
- (FR)  Mémoire de F. A. Mesmer … sur ses découvertes, (Nouvelle édition) / avec des notes de J. L. Picher Grand-champ,... - 1826 (Digitalisat)
- (FR)  Joseph-Philippe-François Deleuze, Instruction pratique sur le magnétisme animal, G.- A. Dentu (Paris) - 1846 (Digitalisat)

## Mesmer in letteratura
Una testimonianza dell'interesse che il mesmerismo suscitò all'epoca per lungo tempo è rappresentata dal racconto di Edgar Allan Poe The Facts in the Case of M. Valdemar (La verità sul caso del signor Valdemar), uscito nel dicembre del 1845 sul The American Review. Avendo percepito che il racconto era stato ritenuto autentico dalla stragrande maggioranza dei lettori, l'autore si ritenne in obbligo di precisare pubblicamente che i fatti narrati erano pura invenzione.
Stefan Zweig scrisse una sua biografia nella raccolta L'anima che guarisce. Georges Ivanovič Gurdjieff approfondì la questione attraverso le sue opere e le sue numerose conferenze.
Mesmer compare come personaggio con un ruolo fondamentale nel romanzo dei Wu Ming L'armata dei sonnambuli, uscito nel 2014, che tratta del mesmerismo nel contesto della Rivoluzione Francese.

## Mesmer nel cinema
Mesmer è un film-TV biografico del 1994, tratto da un racconto di Dennis Potter, diretto da Roger Spottiswoode e interpretato, nel ruolo di Franz Anton Mesmer, da Alan Rickman. Si tratta di una coproduzione austro-anglo-germano-canadese non trasmessa in Italia.
Le teorie di Mesmer sono citate nel film di Ingmar Bergmann "il volto" (1958), e nel film di Kyoshi Kurosawa "Cure" (1997).